# Lõa thảo
Lõa thảo (danh pháp khoa học: Gymnopogon delicatulus) là một loài thực vật có hoa trong họ Hòa thảo. Loài này được (C.B.Clarke) Bor mô tả khoa học đầu tiên năm 1960.